# Scream (2022)
Scream ist ein US-amerikanischer Slasher-Film von Matt Bettinelli-Olpin und Tyler Gillett. Er ist die Fortsetzung zu Scream 4 und der fünfte Film der Scream-Reihe. Der Horrorfilm ist der erste Scream-Film nach dem Tod des Regisseurs der bisherigen Teile, Wes Craven, und ist diesem gewidmet.
Der Kinostart erfolgte am 14. Januar 2022. Eine Fortsetzung mit dem Titel Scream VI wurde im März 2023 veröffentlicht.

## Handlung
25 Jahre nach den ersten Morden in der Kleinstadt Woodsboro taucht wieder ein Mörder im Ghostface-Kostüm auf. Er ruft die Highschool-Studentin Tara Carpenter an, die gerade alleine zuhause ist und drei Fragen zu den früheren Mordserien im Ort richtig beantworten muss, da sonst ihre Freundin Amber Freeman ermordet wird. Tara erfüllt die Aufgabe, wird aber dann selbst vom Killer überfallen; allerdings überlebt sie den Überfall trotz schwerer Stichverletzungen.
Ihre ältere Schwester Sam, die nicht mehr in Woodsboro wohnt, erhält einen Anruf von Taras Freund Wes Hicks, der zugleich Sohn einer Polizistin ist; erstere kehrt daraufhin mit ihrem Freund Richard „Richie“ Kirsch in ihren Heimatort zurück. Im Krankenhaus treffen sie neben Amber auch Taras weitere Freunde, die Zwillinge Chad und Mindy Meeks-Martin und Liv McKenzie; sofort beginnen Spekulationen über den Täter. Später provoziert Livs Affäre Vince Schneider die Gruppe in einer Bar, wird jedoch wenig später vor der Bar von Ghostface ermordet. Im Krankenhaus wird Sam von Halluzinationen von Billy Loomis heimgesucht, einem der ersten beiden Mörder in Woodsboro. Daraufhin vertraut sie Tara ihr Geheimnis an: Sam hat vor einigen Jahren im Tagebuch ihrer Mutter erfahren, dass Loomis ihr biologischer Vater ist, wodurch die Familie zerbrach.
Am nächsten Tag besuchen Sam und Richie den ehemaligen Polizisten Dewey Riley, der bei den früheren Morden ermittelt hatte, aber seit der Scheidung von Reporterin Gale Weathers zurückgezogen lebt. Er erinnert sie an einige Horrorfilm-Regeln, u. a. dass man dem eigenen Partner nicht trauen darf. Danach ruft er Sidney Prescott, die bekannteste Überlebende der Mordserien, an und schreibt eine Nachricht an Gale. Er kommt auch zu einem Treffen der Teenager in Mindys und Chads Haus, wo er deren Mutter Martha, die Schwester des Opfers Randy Meeks, trifft; dabei stellt sich heraus, dass Vince der Neffe des anderen originalen Mörders Stu Macher war. Wieder gibt es Spekulationen über mögliche Täter, wobei auch Sam verdächtigt wird. Mindy erklärt ihre Theorie eines „Requels“, also einer Neuauflage, des ersten Stab-Films, in dem bekannte Charaktere als „legacy actors“ auftreten.
Derweil ist Sheriff Hicks gerade unterwegs, um Essen zu holen, als Ghostface ihr telefonisch androht, ihren Sohn Wes zu töten. Sie eilt zurück nach Hause, wird aber vor der Tür vom Killer abgefangen und erstochen; kurz danach ermordet er schließlich Wes. Am Tatort treffen sich Dewey und Gale erstmals wieder; Sam trifft ein und erkennt, dass ihre Schwester, welche zwischenzeitlich ihr Bett verlässt, im Krankenhaus nicht mehr von der Polizei bewacht wird. Richie will ihr zur Hilfe kommen, aber Ghostface greift beide an, wird jedoch vom gerade noch rechtzeitig eintreffenden Dewey niedergeschossen. Während Sam mit ihrer Schwester und Richie das Krankenhaus verlässt, geht Dewey nochmal zurück, um dem Killer in den Kopf zu schießen, doch dieser lebt noch und ersticht Dewey.
Nun taucht auch Sidney in Woodsboro auf, trifft sich mit Gale und versucht mit ihr, Sam dazu zu überreden, Ghostface zu stoppen. Doch Sam lehnt die Bitte ab, weil sie mit Tara und Richie die Stadt verlassen will; unterwegs müssen sie jedoch zu Ambers Haus, um einen Inhalator für Tara zu holen. Es ist das ehemalige Haus des Mörders Stu, in dem alles begann; Sam und Richie beenden dort eine als Trauerfeier für Wes gedachte Party. Ghostface sticht Mindy, die sich eine Szene aus Stab ansieht, und Chad, der draußen vor dem Haus erwischt wird, nieder; kurz danach tötet Amber Liv und enttarnt sich als Ghostface. Auch Sidney und Gale, die Richies Auto mit einem Peilsender überwacht haben, treffen ein. Amber versucht vergeblich, sich als Opfer zu inszenieren und schießt auf Gale. Richie zeigt sich nun als Ambers Komplize; nachdem er Sam niedergestochen hat, bringt er sie sowie Sidney und Gale in die Küche, in der damals Billy und Stu als erste Mörder enttarnt wurden. Die beiden Killer sind als Fans der Stab-Serie von den Fortsetzungen enttäuscht und wollen eine neue, auf wahren Begebenheiten beruhende Geschichte erzählen, wobei sie Sam als Billys Tochter die Schuld geben wollen. 
Dank einer Ablenkung Taras schießt Gale mit Hilfe von Sidney so auf Amber, dass diese auf den Gasherd fällt und in Flammen aufgeht. Die verletzte Sam sieht durch eine Billy-Halluzination ein Messer auf dem Boden, mit dem sie ihr Leben rettet, indem sie mehrmals auf Richie einsticht und ihn erschießt. Die schwer verletzte Amber versucht einen letzten Angriff, wird aber von Tara erschossen. Tara und die Meeks-Zwillinge kommen daraufhin ins Krankenhaus. Sam dankt Sidney und Gale für die Hilfe und begleitet Tara ins Krankenhaus, während Gale vorhat Dewey zu würdigen und nicht über die Morde zu schreiben.

## Bezüge zu anderen Horrorfilmen
Dieser Scream-Film hat viele Verbindungen zu den vorherigen Teilen der Filmreihe. Ghostface ist als Maske des Killers wieder da. Die erste Szene mit dem Überfall auf Tara ist ein Filmzitat zum Beginn von Scream – Schrei!, wobei Tara jedoch im Gegensatz zum damaligen Opfer überlebt. Im späteren Verlauf erinnern die aktuellen Charaktere mehrmals an die früheren Mordserien. Später tauchen die Charaktere Sidney Prescott, Dewey Riley und Gale Weathers als Überlebende dieser Mordserien wieder auf. Die fiktive Serie Stab wird als Film im Film fortgesetzt. Vor allem mit Mindys Ausführungen über „Requels“ spielt Scream auf einer Metaebene. Außerdem erinnert der Vorname von Wes Hicks an den ehemaligen Scream-Regisseur Wes Craven.
Außer diesen Bezügen innerhalb des Franchise gibt es auch Anspielungen auf andere Horrorfilme. Der Filmcharakter Tara erwähnt, dass sie emotionalere Filme wie Der Babadook bevorzugt. Vor dem Mord an Wes Hicks droht Ghostface, die Duschszene aus Psycho nachzuahmen. Diverse Parallelen gibt es zu Halloween. Erwähnt werden außerdem Freitag der 13., The Witch, It Follows, Hereditary, Flatliners und Saw. Am Anfang des Films ist der Straßenname Elm Street als Anspielung auf Nightmare zu sehen. Bei den „Requels“ nennt Mindy Jurassic Park, Terminator, Ghostbusters und Star Wars als Beispiele.

## Synchronisation
Die deutschsprachige Synchronisation entstand bei der Iyuno Germany in Berlin nach einem Dialogbuch von Nico Sablik, der auch für die Dialogregie verantwortlich war. Frank Röth, Madeleine Stolze, Shandra Schadt, Stephanie Kellner, Florian Halm und Kai Taschner übernahmen erneut ihre Rollen aus den früheren Filmen. Als Stimme von Sidney Prescott wurde nach Scream 4 wieder Stefanie von Lerchenfeld verpflichtet.
| Rolle                    | Schauspieler       | Synchronsprecher         |
| ------------------------ | ------------------ | ------------------------ |
| Sidney Prescott          | Neve Campbell      | Stefanie von Lerchenfeld |
| Dwight „Dewey“ Riley     | David Arquette     | Frank Röth               |
| Gale Weathers            | Courteney Cox      | Madeleine Stolze         |
| Samantha „Sam“ Carpenter | Melissa Barrera    | Patrizia Carlucci        |
| Tara Carpenter           | Jenna Ortega       | Magdalena Montasser      |
| Chad Meeks-Martin        | Mason Gooding      | Amadeus Strobl           |
| Mindy Meeks-Martin       | Jasmin Savoy Brown | Giovanna Winterfeldt     |
| Richard „Richie“ Kirsch  | Jack Quaid         | Hannes Maurer            |
| Amber Freeman            | Mikey Madison      | Derya Flechtner          |
| Liz McKenzie             | Sonia Ben Ammar    | Marie Hinze              |
| Sheriff Judy Hicks       | Marley Shelton     | Stephanie Kellner        |
| Wes Hicks                | Dylan Minnette     | Christian Zeiger         |
| Vince Schneider          | Kyle Gallner       | Nico Sablik              |
| Deputy Farney            | Reggie Conquest    | Florian Clyde            |
| Deputy Vinson            | Chester Tam        | Konrad Bösherz           |
| Martha Meeks             | Heather Matarazzo  | Shandra Schadt           |
| Billy Loomis             | Skeet Ulrich       | Florian Halm             |
| Stimme von Ghostface     | Roger L. Jackson   | Kai Taschner             |

## Hintergrund und Produktion
Im Jahr 2011 bestätigte Wes Craven, dass er mit der Arbeit an einem fünften und sechsten Teil des Scream-Franchise beauftragt wurde, sofern Scream 4 erfolgreich sein werde. Nach Schwierigkeiten bei der Überarbeitung der Drehbücher von Scream 2, Scream 3 und Scream 4, die oft erst am Tag des Beginns der Dreharbeiten fertig waren sowie dem damit verbundenen Stress, erklärte Craven, dass er eine fertige Version eines Drehbuchs sehen müsse, bevor er sich zu einer weiteren Scream-Produktion verpflichte.
Im Mai 2011 bestätigte Harvey Weinstein, dass eine Filmfortsetzung, trotz nicht erfüllter Gewinnerwartungen bei Scream 4, nicht ausgeschlossen sei. Bob Weinstein erklärte im Juni 2015 gegenüber dem Wall Street Journal, dass ein weiterer Film nicht geplant sei und die gleichnamige Fernsehserie, die im selben Jahr erschien, eine Zukunft für das Scream-Franchise sei.
Nach der Insolvenz der Weinstein Company im Zuge des Weinstein-Skandals im Jahr 2017 war die Zukunft des Scream-Franchises unklar. Zwar wurde darüber berichtet, dass Blumhouse Productions an einer Fortführung des Franchises interessiert sei, jedoch war es stattdessen die Spyglass Media Group, die im November 2019 die Produktionsrechte für einen weiteren Scream-Film erwarb. Im darauf folgendem Monat wurde angekündigt, dass der Film eine neue Besetzung haben werde, aber wie bei Scream 4 Auftritte früherer Hauptdarsteller enthalten könnte.
Im März 2020 wurde berichtet, wer bei Scream Regie führt. Im Mai 2020 zirkulierte in den Medien, dass Neve Campbell, die in den vorherigen Scream-Filmen auch Haupt- und Nebenrollen spielte, in Verhandlungen über eine Teilnahme an Scream 5 sei. Im selben Monat wurde bestätigt, dass David Arquette wieder die Rolle des Dewey Riley übernehmen werde. Einen Monat später wurde bekannt, dass Courteney Cox ebenfalls wieder engagiert wurde.
Die Dreharbeiten sollten ursprünglich im Mai 2020 in Wilmington im US-Bundesstaat North Carolina beginnen, wurden jedoch aufgrund der COVID-19-Pandemie auf September 2020 verschoben. Viele Rollenbesetzungen wurden publik als die Dreharbeiten begannen. Im November desselben Jahres war der Dreh beendet. Die Postproduktion war im Juli 2021 abgeschlossen.
Die an der Produktion beteiligten Filmstudios waren Lantern Entertainment, Spyglass Media Group, Radio Silence Productions, Project X Entertainment, Outerbanks Entertainment und Paramount Pictures. Letzterer ist auch Filmverleihrechteinhaber des Films.

## Rezeption

### Kritiken
Auf Rotten Tomatoes fielen die mehr als 2500 Kritiken zu 81 % positiv aus.
Das Genre-Magazin Neon Zombie schrieb, dass der „stilsicher[e], zeitweise überraschend brutal[e] und inhaltlich konsequent[e]“ fünfte Teil es abermals versteht „in bestimmten Momenten auf fast brillante Art und Weise die ewige Redundanz des eigenen Genres parodistisch zu zelebrieren, um wiederum geschickt neue mutige Ideen einzustreuen“.
Philipp Emberger schreibt für FM4, dass der Film „ein ziemlich großer Spaß“ ist. Weiter heißt es: „Knapp 25 Jahre nach dem Originalteil kommt wieder ein Film in die Kinos, der das Franchise sanft ins Jahr 2022 holt, ohne die Vergangenheit zu vergessen.“
Der Filmkritiker und Journalist David Steinitz kam in seiner Rezension in der Süddeutschen Zeitung zu folgendem Urteil: „Der erste Film war noch ein überwiegend weiß geprägtes Hollywoodkunststück, und es ist fast schon rührend zu sehen, mit welch eifriger Diversität die neuen Macher jetzt ans Werk gehen, um in ihrem Figurenreigen auch ja keine Hautfarbe und sexuelle Orientierung zu vergessen. Allein, das reicht natürlich noch nicht für einen spannenden Horrorfilm. Weshalb sie die Teenager über den Sequel-, Prequel- und Requel-Wahn in Hollywood räsonieren lassen, um die Tatsache, dass man sich in Teil fünf befindet, mal wieder mit möglichst viel Ironie zu überdecken. Aber auch das reicht noch nicht für einen spannenden Horrorfilm. Ebenfalls wenig hilfreich ist die Tatsache, dass man nach gefühlt fünfzehn Minuten zu ahnen beginnt, wer sich diesmal hinter der Maske verbirgt, und damit auch jegliche Whodunnit-Spannung flöten geht.“
In Fantasia, dem offiziellen Magazin des Ersten Deutschen Fantasy Clubs, besprach Achim Hättich 2023 den Film im Rahmen einer Reihe über phantastische Filme, in denen Masken eine zentrale Bedeutung zukommt. Sein Fazit zum Film insgesamt lautete: „Leicht langweilen tut der Film durchaus, zu wenig Logik und Herleitung.“

### Auszeichnungen
Artios Awards 2023
- Nominierung für den „Zeitgeist Award“ (Adam Richards & Meredith Petty Hughes)[38]

Fangoria Chainsaw Awards 2023
- Nominierung als Beste Nebendarstellerin (Jenna Ortega)[39]